# Habitatge al carrer Sant Francesc d'Assís, 18 bis (Mataró)
L'Habitatge al carrer Sant Francesc d'Assís, 18 bis és una obra de Mataró (Maresme) protegida com a Bé Cultural d'Interès Local.

## Descripció
Habitatge de planta baixa i dues plantes pis. Portal i porta d'accés en planta baixa, balcó longitudinal i dues finestres al primer pis i balcó central sobre cartel·les i dues finestres al segon pis. Després de la cornisa hi ha un acroteri amb balustres.
La planta baixa presenta un estucat lliscat marcant l'horitzontalitat i les plantes superiors uns galzes que remarquen les obertures.